# Mineermotten
De mineermotten (Gracillariidae) zijn een familie van vlinders uit de superfamilie Gracillarioidea. Wereldwijd telt de familie ongeveer duizend soorten, waarvan ongeveer honderd in Europa voorkomen. Mineermotten zijn uiterst kleine vlinders met een goed gevormde zuigtong en lange antennes. Zij vliegen voornamelijk in de avondschemering.
De rupsen van de mineermotten zijn meestal zeer vlak en bezitten naar voren gerichte onderkaken. Van de meeste soorten leven de rupsen als bladmineerder in bladeren. Hiervoor bezitten de rupsen onderkaken waarmee het uitsnijden en knippen van bladcellen mogelijk is. Deze kaken veranderen bij latere larvestadia. Hierdoor kunnen larven van verschillende leeftijden er heel verschillend uitzien (Polymetabolie). De oudste larvestadia leven meestal aan de binnenzijde van opgerolde bladeren, die ze van binnenuit verder opeten.

## Schade
De tomaat heeft vaak te lijden van vraat door soorten uit deze familie, wat dan resulteert in vrijwel doorzichtige bladeren.

## Onderfamilies
Binnen de mineermotten worden drie onderfamilies onderscheiden:
- Gracillariinae Stainton, 1854
- Lithocolletinae Stainton, 1854
- Phyllocnistinae Herrich-Schäffer, 1857

## In Nederland waargenomen soorten
- Genus: Acrocercops
  - Acrocercops brongniardella - (Zilvermijnmot)
- Genus: Aspilapteryx
  - Aspilapteryx tringipennella - (Weegbreesteltmot)
- Genus: Callisto
  - Callisto denticulella - (Roestmijnmot)
- Genus: Caloptilia
  - Caloptilia alchimiella - (Goudvleksteltmot)
  - Caloptilia azaleella - (Azaleasteltmot)
  - Caloptilia betulicola - (Bruine berkensteltmot)
  - Caloptilia cuculipennella - (Grauwe steltmot)
  - Caloptilia elongella - (Bruine elzensteltmot)
  - Caloptilia falconipennella - (Variabele elzensteltmot)
  - Caloptilia fidella - (Hopsteltmot)
  - Caloptilia hemidactylella - (Bonte esdoornsteltmot)
  - Caloptilia honoratella - (Bleke esdoornsteltmot)
  - Caloptilia populetorum - (Witte berkensteltmot)
  - Caloptilia robustella - (Eikensteltmot)
  - Caloptilia roscipennella - (Walnootsteltmot)
  - Caloptilia rufipennella - (Donkere esdoornsteltmot)
  - Caloptilia semifascia - (Gehaakte steltmot)
  - Caloptilia stigmatella - (Wilgensteltmot)
  - Caloptilia suberinella - (Gevlekte berkensteltmot)
- Genus: Calybites
  - Calybites phasianipennella - (Viervleksteltmot)
- Genus: Cameraria
  - Cameraria gaultheriella
  - Cameraria ohridella - (Paardenkastanjemineermot)
- Genus: Dialectica
  - Dialectica imperialella - (Smeerwortelsteltmot)
- Genus: Euspilapteryx
  - Euspilapteryx auroguttella - (Hertshooisteltmot)
- Genus: Gracillaria
  - Gracillaria syringella - (Seringensteltmot)
- Genus: Leucospilapteryx
  - Leucospilapteryx omissella - (Bijvoetblaarmot)
- Genus: Macrosaccus
  - Macrosaccus robiniella - (Acaciavouwmot)
- Genus: Metriochroa
  - Metriochroa latifoliella
- Genus: Micrurapteryx
  - Micrurapteryx kollariella - (Bremsteltmot)
- Genus: Parectopa
  - Parectopa ononidis - (Stalkruidmineermot)
  - Parectopa robiniella - (Acaciawolkje)
- Genus: Parornix
  - Parornix anglicella - (Meidoornzebramot)
  - Parornix anguliferella - (Peerzebramot)
  - Parornix betulae - (Berkenzebramot)
  - Parornix carpinella - (Haagbeukzebramot)
  - Parornix devoniella - (Gewone zebramot)
  - Parornix fagivora - (Beukenzebramot)
  - Parornix finitimella - (Sleedoornzebramot)
  - Parornix scoticella - (Appelzebramot)
  - Parornix torquillella - (Fraaie zebramot)
- Genus: Phyllocnistis
  - Phyllocnistis asiatica
  - Phyllocnistis citrella - (Citrusmineermot)
  - Phyllocnistis extrematrix - (Peppeltwijgmineermot)
  - Phyllocnistis labyrinthella - (Labyrintmot)
  - Phyllocnistis saligna - (Wilgenslakkenspoormot)
  - Phyllocnistis unipunctella - (Eenstipslakkenspoormot)
  - Phyllocnistis valentinensis - (Geel-slakkenspoormot)
  - Phyllocnistis xenia - (Printplaatmot)
- Genus: Phyllonorycter
  - Phyllonorycter acerifoliella - (Spaanse aakvouwmot)
  - Phyllonorycter anderidae - (Berkenopslagvouwmot)
  - Phyllonorycter apparella
  - Phyllonorycter blancardella - (Appelvouwmot)
  - Phyllonorycter cavella - (Grote berkenvouwmot)
  - Phyllonorycter cerasicolella - (Kersenvouwmot)
  - Phyllonorycter comparella - (Abeelvouwmot)
  - Phyllonorycter connexella - (Gouden populierenvouwmot)
  - Phyllonorycter coryli - (Hazelaarblaasmot)
  - Phyllonorycter corylifoliella - (Vruchtboomvouwmot)
  - Phyllonorycter cydoniella
  - Phyllonorycter dubitella - (Boswilgvouwmot)
  - Phyllonorycter emberizaepenella - (Kamperfoelievouwmot)
  - Phyllonorycter esperella - (Haagbeukblaasmijnmot)
  - Phyllonorycter froelichiella - (Oranje elzenvouwmot)
  - Phyllonorycter geniculella - (Gewone esdoornvouwmot)
  - Phyllonorycter harrisella - (Witte eikenvouwmot)
  - Phyllonorycter heegeriella - (Gestreepte eikenvouwmot)
  - Phyllonorycter hilarella - (Gebandeerde wilgenvouwmot)
  - Phyllonorycter insignitella - (Klavervouwmot)
  - Phyllonorycter issikii - (Lindevouwmot)
  - Phyllonorycter joannisi - (Noorse esdoornvouwmot)
  - Phyllonorycter junoniella - (Vossenbesvouwmot)
  - Phyllonorycter klemannella - (Goudrugelzenvouwmot)
  - Phyllonorycter kuhlweiniella - (Gezaagde eikenvouwmot)
  - Phyllonorycter lantanella - (Sneeuwbalvouwmot)
  - Phyllonorycter lautella - (Prachteikenvouwmot)
  - Phyllonorycter leucographella - (Vuurdoornvouwmot)
  - Phyllonorycter maestingella - (Beukenvouwmot)
  - Phyllonorycter medicaginella - (Honingklavervouwmot)
  - Phyllonorycter mespilella - (Perenvouwmot)
  - Phyllonorycter messaniella - (Veelvraatvouwmot)
  - Phyllonorycter muelleriella - (Gevlekte eikenvouwmot)
  - Phyllonorycter nicellii - (Hazelaarvouwmot)
  - Phyllonorycter oxyacanthae - (Meidoornvouwmot)
  - Phyllonorycter pastorella - (Late wilgenvouwmot)
  - Phyllonorycter platani - (Plataanvouwmot)
  - Phyllonorycter populifoliella - (Grijze populierenvouwmot)
  - Phyllonorycter quercifoliella - (Gewone eikenvouwmot)
  - Phyllonorycter quinqueguttella - (Kruipwilgvouwmot)
  - Phyllonorycter rajella - (Gewone elzenvouwmot)
  - Phyllonorycter roboris - (Bonte eikenvouwmot)
  - Phyllonorycter sagitella - (Rode espenvouwmot)
  - Phyllonorycter salicicolella - (Wilgenvouwmot)
  - Phyllonorycter salictella - (Witstreepwilgenvouwmot)
  - Phyllonorycter scabiosella - (Duifkruidmineermot)
  - Phyllonorycter schreberella - (Fraaie iepenvouwmot)
  - Phyllonorycter scopariella - (Bremstengelvouwmot)
  - Phyllonorycter sorbi - (Lijsterbesvouwmot)
  - Phyllonorycter spinicolella - (Sleedoornvouwmot)
  - Phyllonorycter stettinensis - (Elzenblaasmijnmot)
  - Phyllonorycter strigulatella - (Fraaie elzenvouwmot)
  - Phyllonorycter tenerella - (Haagbeukvouwmot)
  - Phyllonorycter trifasciella - (Oranje kamperfoelievouwmot)
  - Phyllonorycter tristrigella - (Geelkopiepenvouwmot)
  - Phyllonorycter ulmifoliella - (Berkenvouwmot)
  - Phyllonorycter viminetorum - (Grauwe wilgenvouwmot)
- Genus: Povolnya
  - Povolnya leucapennella - (Fijngevlekte eikensteltmot)
- Genus: Spulerina
  - Spulerina simploniella - (Eikenbaststeltmot)

## Voorbeeldsoorten
- Caloptilia alchimiella - Goudvleksteltmot
- Caloptilia azaleella - Azaleasteltmot
- Caloptilia rufipennella
- Spulerina simploniella
- Gracillaria syringella - Seringensteltmot
- Cameraria ohridella - Paardenkastanjemineermot
- Phyllonorycter maestingella (op Fagus)
- Phyllonorycter trifasciella - Oranje kamperfoelievouwmot
- Phyllonorycter platani - Plataanvouwmot